# Tulipa vvedenskyi
Tulipa vvedenskyi är en liljeväxtart som beskrevs av Botschantz. Tulipa vvedenskyi ingår i släktet tulpaner, och familjen liljeväxter. Inga underarter finns listade.

## Bildgalleri

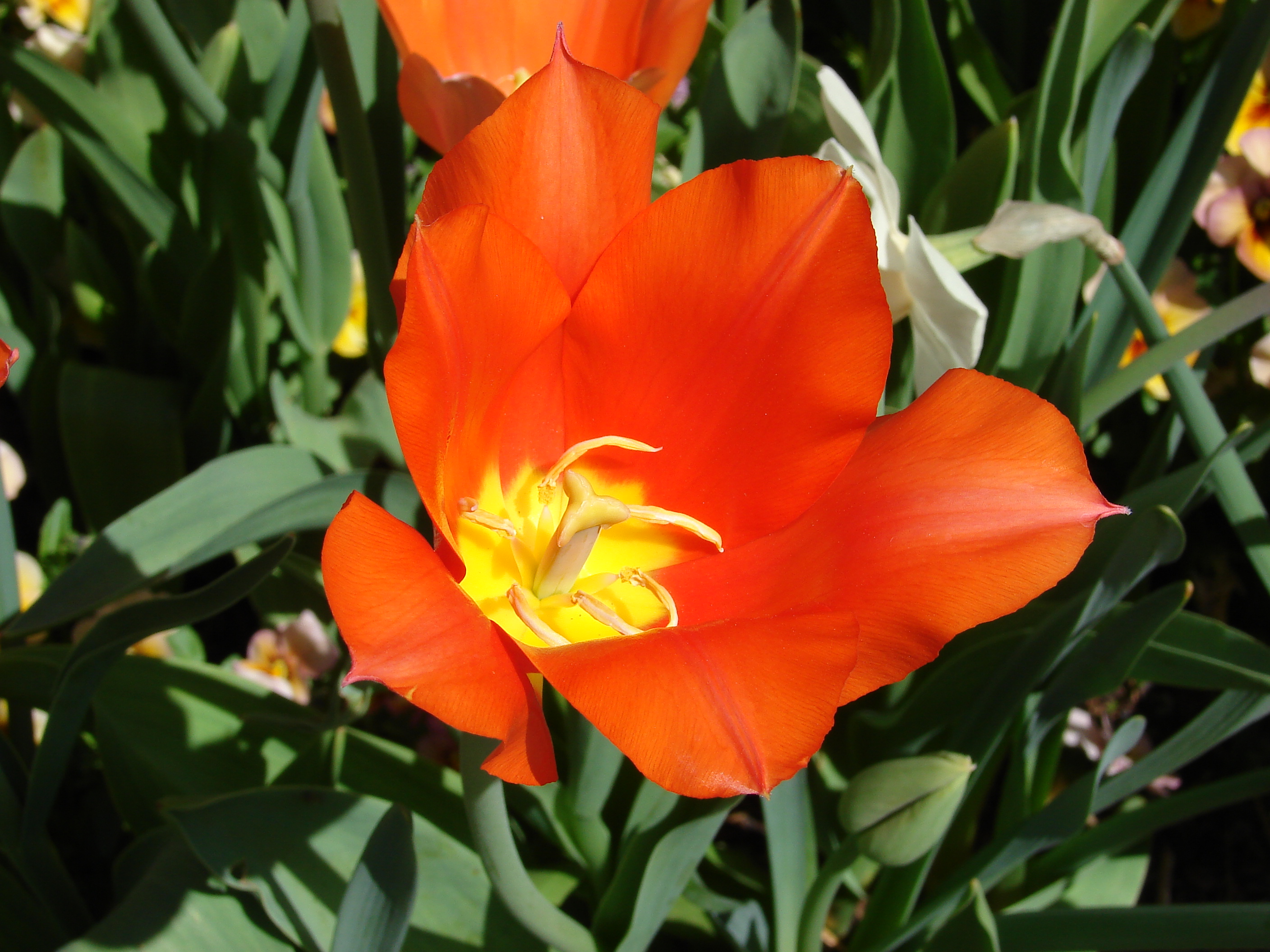
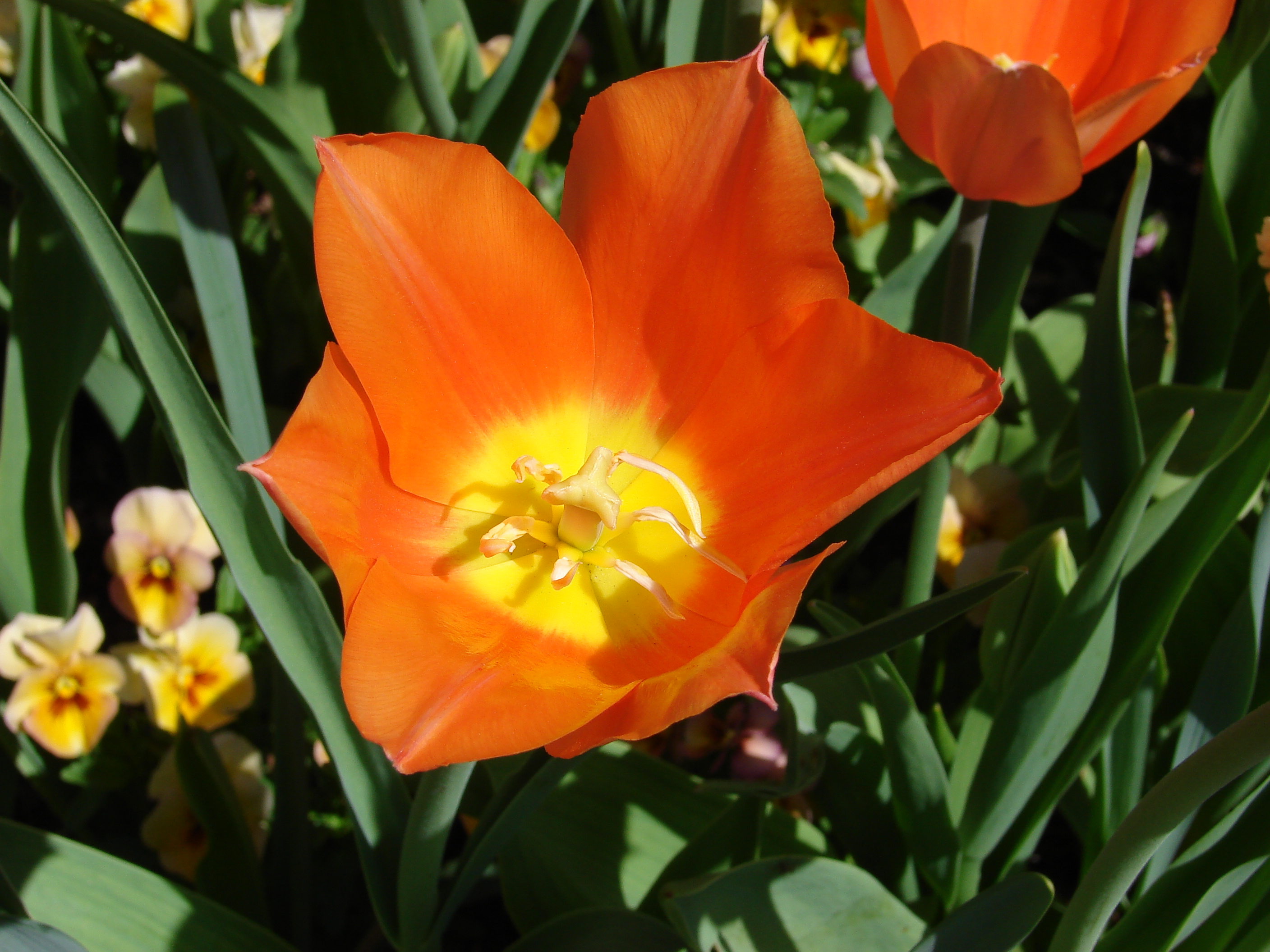
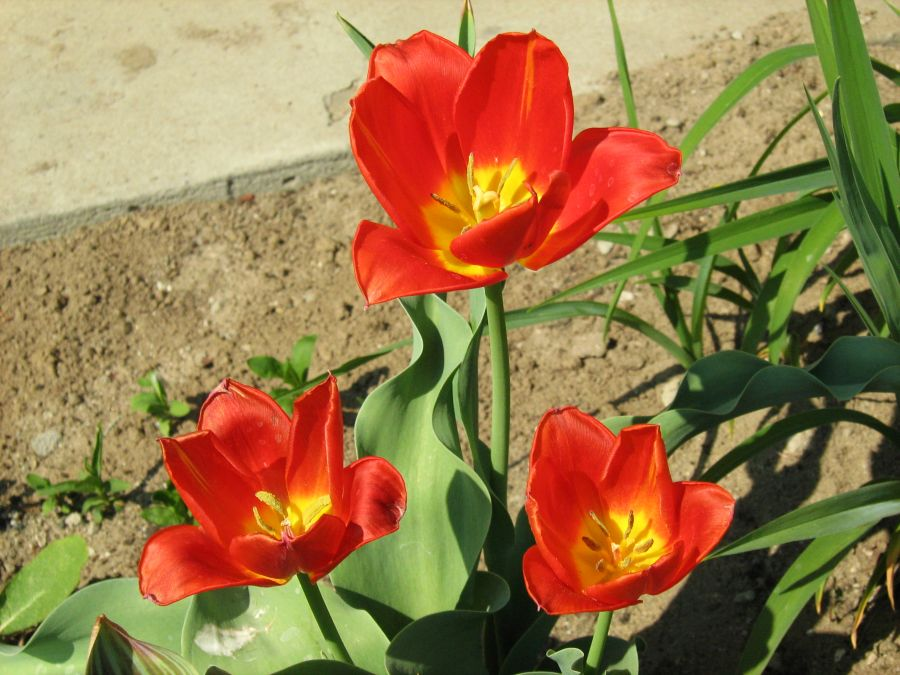
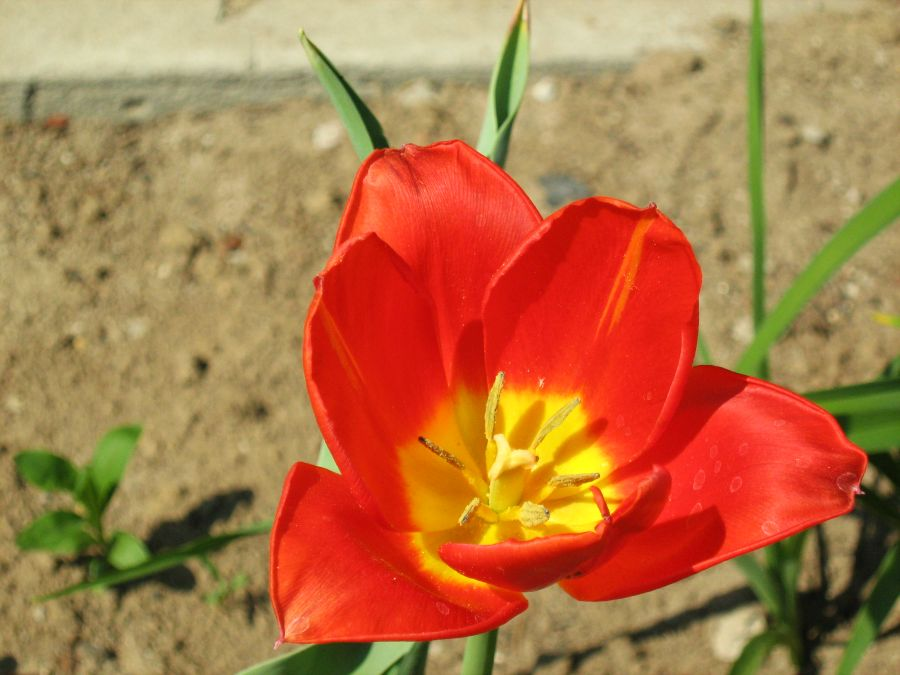
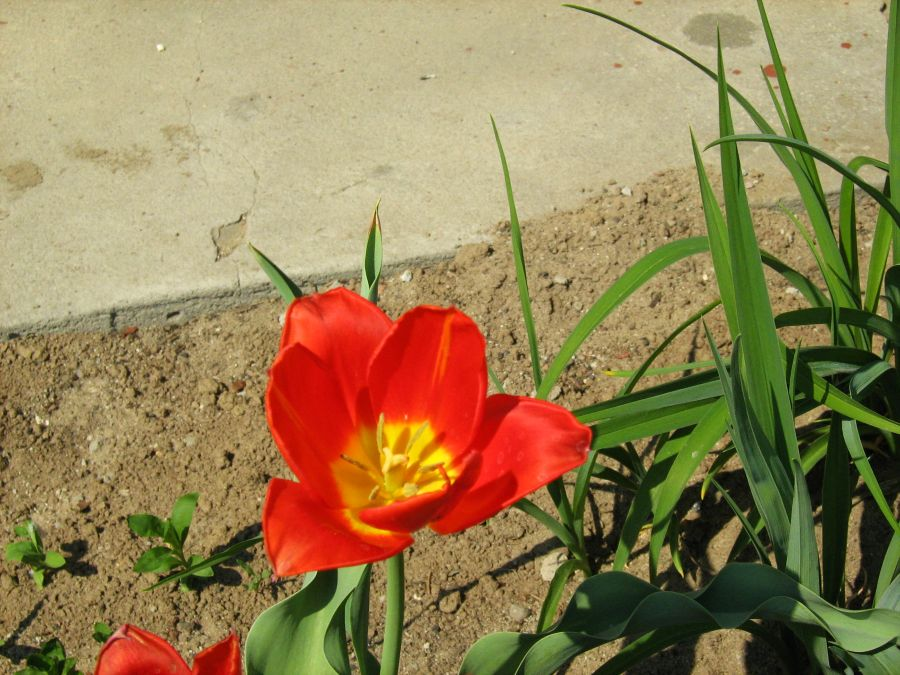
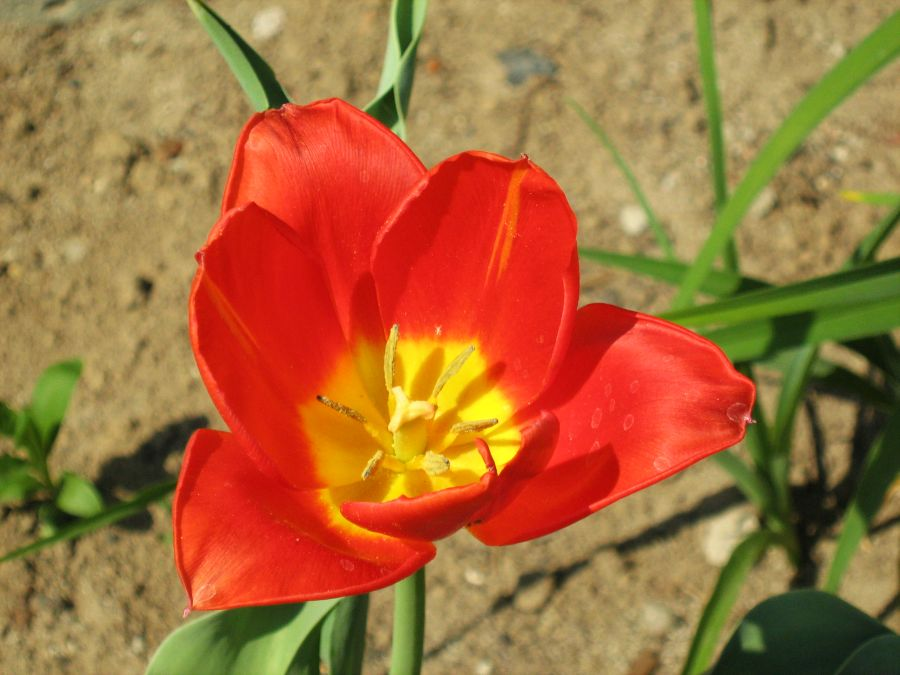